# Hydroptila hubenovi
Hydroptila hubenovi är en nattsländeart som beskrevs av Kumanski 1990. Hydroptila hubenovi ingår i släktet Hydroptila och familjen smånattsländor. Inga underarter finns listade i Catalogue of Life.